# Давид Ареяно
Давид Алфонсо Ареяно Морага (на испански: David Alfonso Arellano Moraga), роден на 29 юли 1902 г. в Сантяго, е бивш чилийски футболист и един от основателите на футболен клуб Коло Коло. Почива на 3 май 1927 г. по време на световното турне на Коло Коло след тежка контузия, получена ден по-рано по време на мача срещу предшественика на испанския Реал Валядолид, която води до перитонит. Въпреки споровете за произхода на задната ножица, редица източници посочват Ареяно като играча, демонстрирал този удар за първи път по европейските терени по време на въпросното турне.

## Клубна кариера
По време на следването си Ареяно играе футбол за отбора на своя университет. По време на един мач той хваща окото на скаут на Магаянес, който търси млади играчи. Въпреки че започва да играе за този отбор, Ареяно продължава да участва и в срещи на университетския отбор. С Магаянес два пъти печели аматьорското първенство, организирано от Асосиасион де Футбол де Сантяго (АСФЧ) и веднъж става шампион на Сантяго (шампионът се определя в мач между шампионите на първенството на АСФ и Лига Метрополитана). През 1925 г. в Магаянес назрява скандал между по-младите играчи от една и ръководството и по-опитните играчи от друга страна. Първата група, предвождана от Ареяно, настоява за промени като например превръщането на отбора в професионален, редовно изплащане на заплати и повече шансове за изява на някои футболисти за сметка на част от считаните за незаменими титуляри. Техните искания обаче са игнорирани от ръководството и не срещат подкрепата на по-опитните, а на всичкокото отгоре в последния момент е променена процедурата по избиране на нов капитан на отбора, тъй като по първоначалната процедура Ареяно би получил мнозинство. Поддръжниците на Ареяно провеждат няколко срещи, на които взимат решение да напуснат Магаянес, за да основат нов отбор, въпреки че първоначалната идея е да се присъединят към някой вече съществуващ. Така се ражда Коло Коло, а Ареяно до своята смърт е негов капитан и треньор. С него той печели титлата на Лига Метрополитана и става шампион на Сантяго. След смъртта на Ареяно в негова чест Коло Коло започва да носи черна лента на екипа си, клубният стадион е кръстен на негово име, а освен това той е и единственият футболист на отбора, споменан по име в химна на тима.

## Национален отбор
С националния отбор участва на два Южноамерикански шампионата по футбол (предшественик на Копа Америка) – през 1924 (2 мача, 1 гол) и 1926 (4 мача, 7 гола – голмайстор на турнира) г.

## Успехи
С Магаянес
- Примера Дивисион де ла АСФ:
  - Шампион (2): 1920, 1921
- Шампион на Сантяго (1): 1920

С Коло Коло
- Лига Метрополитана:
  - Шампион (1): 1925
- Шампион на Сантяго (1): 1925